# Julen Luís Arizmendi Martínez
Julen Luís Arizmendi Martínez (ur. 5 lipca 1976) – hiszpański szachista, arcymistrz od 2004 roku.

## Kariera szachowa
Urodził się w Stanach Zjednoczonych. W 1997 r. podzielił II m. (za Pablo San Segundo Carrillo) w indywidualnych mistrzostwach Hiszpaniik, w 1998 r. zajął II m. (za Jonathanem Tisdallem) w Tancie), natomiast w 2000 r. powtórzył to osiągnięcie w Albacete (za Olegiem Korniejewem). Pierwszą normę na tytuł arcymistrza wypełnił w 2002 r. w Biel, dzieląc I m. z Milosem Pavloviviem, Borysem Awruchem, Danem Zolerem i Christianem Baurem. W 2003 r. podzielił III m. (za Alfonso Romero Holmesem i Pią Cramling, wspólnie z Francisco Sanchezem Guirado) w Walencji oraz w Las Palmas zdobył drugą normę arcymistrzowską. Trzecią i ostatnią brakującą normę uzyskał w 2004 r., zwyciężając (wspólnie z Reynaldo Verą) w Cullerze. W 2006 r. podzielił II m. (za Aleksą Strikoviciem, wspólnie z m.in. Javierem Moreno Carnero, Alfonso Romero Holmesem, Enrique Rodríguezem Guerrero, Fabiano Caruaną, Borysem Złotnikiem i Roberto Cifuentesem Paradą) w Jaen. W 2009 r. podzielił I m. (wspólnie z Eduardo Iturrizagarą i Robertem Kempińskim) w Benidormie.
Trzykrotnie zdobył medale indywidualnych mistrzostw Hiszpanii: złoty (2012), srebrny (2008) oraz brązowy (2013).
Wielokrotnie reprezentował Hiszpanię w turniejach drużynowych, m.in.: trzykrotnie na olimpiadach szachowych (w latach 2002, 2004, 2006) oraz dwukrotnie na drużynowych mistrzostwach Europy (w latach 2001, 2011).
Najwyższy ranking w dotychczasowej karierze osiągnął 1 czerwca 2013 r., z wynikiem 2580 punktów zajmował wówczas 6. miejsce wśród hiszpańskich szachistów.